# Tri-Ace
tri-Ace, Incorporated (株式会社トライエース Kabushiki Gaisha Toraiēsu?) es una compañía japonesa desarrolladora de videojuegos. Formada en 1995 por los exmiembros de Telenet Japan. Yoshiharu Gotanda (Programador y actual Presidente de tri-Ace), Masaki Norimoto (Diseñador de juegos) y Joe Asanuma (Director). El nombre de la empresa es un juego de palabra en relación con los "Tres Ases" que formaron la empresa. Todos los juegos de tri-Ace han sido publicado por Square Enix ( Dirigidos originalmente por Enix salvo en su último juego) a excepción de Resonance Of Fate (End Of Eternity en Japón), el cual fue publicado por SEGA.
El grupo solo hace exclusivamente RPGs para videoconsolas y son conocidos por dar a sus juegos un sistema de batalla repleto de acción y un sistema de habilidades complejo. El estilo quedó marcado cuando los fundadores de tri-Ace trabajaban en Telenet Japan, Wolf Team, y crearon Tales of Phantasia. Este juego, publicado por Namco, se puede decir que fue el precursor de tri-Ace para los juegos de Star Ocean, ya que posee un sistema de batalla donde controlamos a un personaje y la AI controla al resto, además el jugador puede asignar ataques especiales y habilidades a diferentes botones. Otro ejemplo de este diseño es Radiata Stories. Además de la serie Star Ocean, también crearon la serie Valkyrie Profile junto con Enix en 1999. Su más reciente producto, Infinite Undiscovery, salió a la venta en EE. UU. el 2 de septiembre del 2008, tres días antes que en Europa, distribuido por Square Enix para Xbox360.
La empresa de sonido del programador Hiroya Hatsushiba, tri-Crescendo, la cual desarrolla las banda sonora de los juego de tri-Ace, ha desarrollado, de manera independiente, Baten Kaitos y Eternal Sonata.

## Lista de videojuegos
| Título                                   | Año  | Distribuidora(s) | Plataforma(s)                              | Región(s)       |
| ---------------------------------------- | ---- | ---------------- | ------------------------------------------ | --------------- |
| Star Ocean                               | 1996 | Enix             | SNES                                       | JP              |
| Star Ocean: The Second Story             | 1998 | Enix             | PlayStation                                | JP, NA, EU      |
| Valkyrie Profile                         | 1999 | Enix             | PlayStation                                | JP, NA          |
| Star Ocean: Blue Sphere                  | 2001 | Enix             | Game Boy Color                             | JP              |
| Star Ocean: Till the End of Time         | 2003 | Enix             | PlayStation 2                              | JP, NA, AUS, EU |
| Radiata Stories                          | 2005 | Square Enix      | PlayStation 2                              | JP, NA          |
| Valkyrie Profile 2: Silmeria             | 2006 | Square Enix      | PlayStation 2                              | JP, NA, AUS, EU |
| Infinite Undiscovery                     | 2008 | Square Enix      | Xbox 360                                   | NA, AUS, EU, JP |
| Valkyrie Profile: Covenant of the Plume  | 2008 | Square Enix      | Nintendo DS                                | JP, NA, EU, AUS |
| Star Ocean: The Last Hope                | 2009 | Square Enix      | Xbox 360, PlayStation 3                    | JP, NA, AUS, EU |
| Resonance of Fate                        | 2010 | Sega             | Xbox 360, PlayStation 3                    | JP, NA, AUS, EU |
| Final Fantasy XIII-2                     | 2011 | Square Enix      | PlayStation 3, Xbox 360, Microsoft Windows | JP, NA, AUS, EU |
| Frontier Gate                            | 2011 | Konami           | PlayStation Portable                       | JP              |
| Beyond the Labyrinth                     | 2012 | Konami           | Nintendo 3DS                               | JP              |
| Lightning Returns: Final Fantasy XIII    | 2013 | Square Enix      | PlayStation 3, Xbox 360, Microsoft Windows | JP, NA, AUS, EU |
| Judas Code                               | 2014 | tri-Ace          | PlayStation Vita                           | JP              |
| Phantasy Star Nova                       | 2014 | Sega             | PlayStation Vita                           | JP              |
| Exist Archive: The Other Side of the Sky | 2015 | Spike Chunsoft   | PlayStation 4, PlayStation Vita            | JP              |
| Star Ocean: Integrity and Faithlessness  | 2016 | Square Enix      | PlayStation 3, PlayStation 4               | JP, NA, EU      |